# Гремячка (приток Чугунки)
Гремячка — река в России, протекает в Воротынском районе Нижегородской области. Устье реки находится в 16 км по правому берегу реки Чугунка. Длина реки составляет 12 км, площадь бассейна — 49,1 км².
Исток реки у села Ахпаевка в 8 км к юго-западу от Воротынца. Река течёт на северо-восток, протекает сёла Ахпаевка и Елвашка. В нижнем течении протекает по западной окраине Воротынца, чуть ниже посёлка впадает в Чугунку

## Данные водного реестра
По данным государственного водного реестра России относится к Верхневолжскому бассейновому округу, водохозяйственный участок реки — Сура от устья реки Алатырь и до устья, речной подбассейн реки — Сура. Речной бассейн реки — (Верхняя) Волга до Куйбышевского водохранилища (без бассейна Оки).
Код объекта в государственном водном реестре — 08010500412110000040469.